# Comparsa (album)
Comparsa è il terzo album in studio pubblicato dal gruppo Deep Forest. Pubblicato nel 1998 l'album ha venduto oltre 1 milione di copie (500.000 solo in Francia).

## Tracce
1. "Noonday Sun" – 4:59
2. "Green and Blue" – 4:53
3. "Madazulu" – 3:23
4. "1716" – 1:03
5. "Deep Weather" – 4:54
6. "Comparsa" – 4:58
7. "Earthquake (Transition 1)" – 0:48
8. "Tres Marias"  – 4:53
9. "Radio Belize" – 3:58
10. "Ekue Ekue" – 5:20
11. "La Lune Se Bat Avec Les Etoiles (Transition 2)" – 2:27
12. "Forest Power" – 2:47
13. "Media Luna" – 4:32
14. "Alexi" (Japanese Edition Bonus Track)
15. "Freedom City" (Japanese Edition Bonus Track)

Bonus Disc:
1. "Sweet Lullaby (Remix)"
2. "Deep Forest (RLP Trance Mix)"
3. "Marta's Song (Armand's Muslim Moose Mix)"
4. "Madazulu (BBE Harmonic Club Mix)"

## Componenti
- Eric Mouquet – arrangiamenti, Tastiera, e programmazione
- Michel Sanchez – arrangiamenti, Tastiera, e programmazione
- Ana Torroja – voce in "Media Luna"